# Југословенски олимпијски комитет
Југословенски олимпијски комитет (ЈОК) је био непрофитабилна организација која је представљала Југославију и њене спортисте код Међународног олимпијског комитета  (МОК).
Југословенски олимпијски комитет је основан у Загребу, 1919. године под именом Југословенски олимпијски одбор (ЈОО). Од стране МОК-а је признат 1920. године. Седиште је из Загреба у Београд пребачено 1927. године, када је и назив промењен у Југословенски олимпијски комитет. Седиште комитета је остало у Београду до распада Југославије.
Са распадом Југославије основано је пет нових комитета и обновљен један, Олимпијски комитет Србије, који је основан 1910. године.

## Настали из ЈОК-а
- Олимпијски комитет Словеније (1991)
- Хрватски олимпијски одбор (1991)
- Олимпијски комитет Босне и Херцеговине (1992)
- Олимпијски комитет Северне Македоније (1992)
- Олимпијски комитет Србије и Црне Горе (2003—2006)
  - Олимпијски комитет Србије (1910—1918, 2006)
  - Црногорски олимпијски комитет (2006)